# Trichoplusia spoliata
Trichoplusia spoliata là một loài bướm đêm trong họ Noctuidae.